# Iglesia de San Sebastián (Los Navalucillos)
La iglesia parroquial de San Sebastián es un templo católico de la localidad española de Los Navalucillos, en la provincia de Toledo. Es de estilo mudéjar sencillo.

## Historia

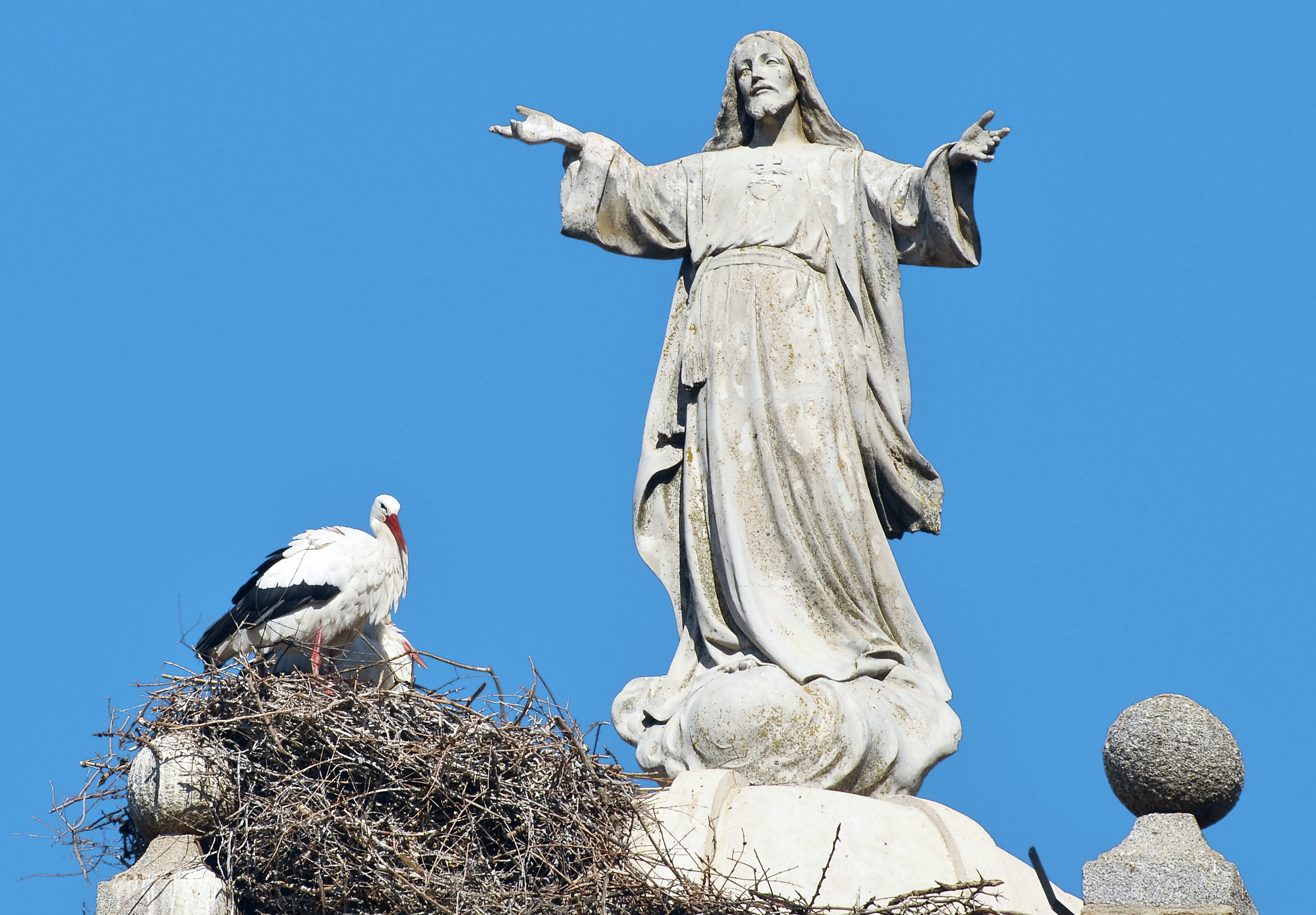
Detalle de la escultura del Cristo que corona la torre.

El templo parroquial data su existencia del siglo XV. La primera gran reforma tiene lugar en 1692 y contribuyeron a la misma el Arzobispado y el Ayuntamiento, cediendo este último unos terrenos de su propiedad.
Habiendo resultado en vano las distintas reparaciones que se habían realizado en 1653, la capilla mayor seguía en estado ruinoso. Se obtuvieron las licencias para su demolición y así poder crear un espacioso crucero y una nueva Capilla Mayor.
El 1 de noviembre de 1755 un fuerte terremoto arrasó Lisboa, provocando cuantiosos daños en la península ibérica. Como consecuencia de este seísmo, la vieja torre de estilo mudéjar sufrió graves e irreparables daños, siendo definitivamente demolida en el año 1785.
En 1936 un grupo de milicianos se asentó en esta iglesia durante la guerra civil y la usó como campamento, tratando inútilmente de destruir el retablo mayor tirando de él con mulas. En esta época se perdieron importantes obras de arte y el interior del templo quedó muy dañado.
En 1968 Juan Martín-Maestro impulsó la restauración de la fisonomía original a la iglesia, tras la sucesión de tantas restauraciones desafortunadas.

## Descripción

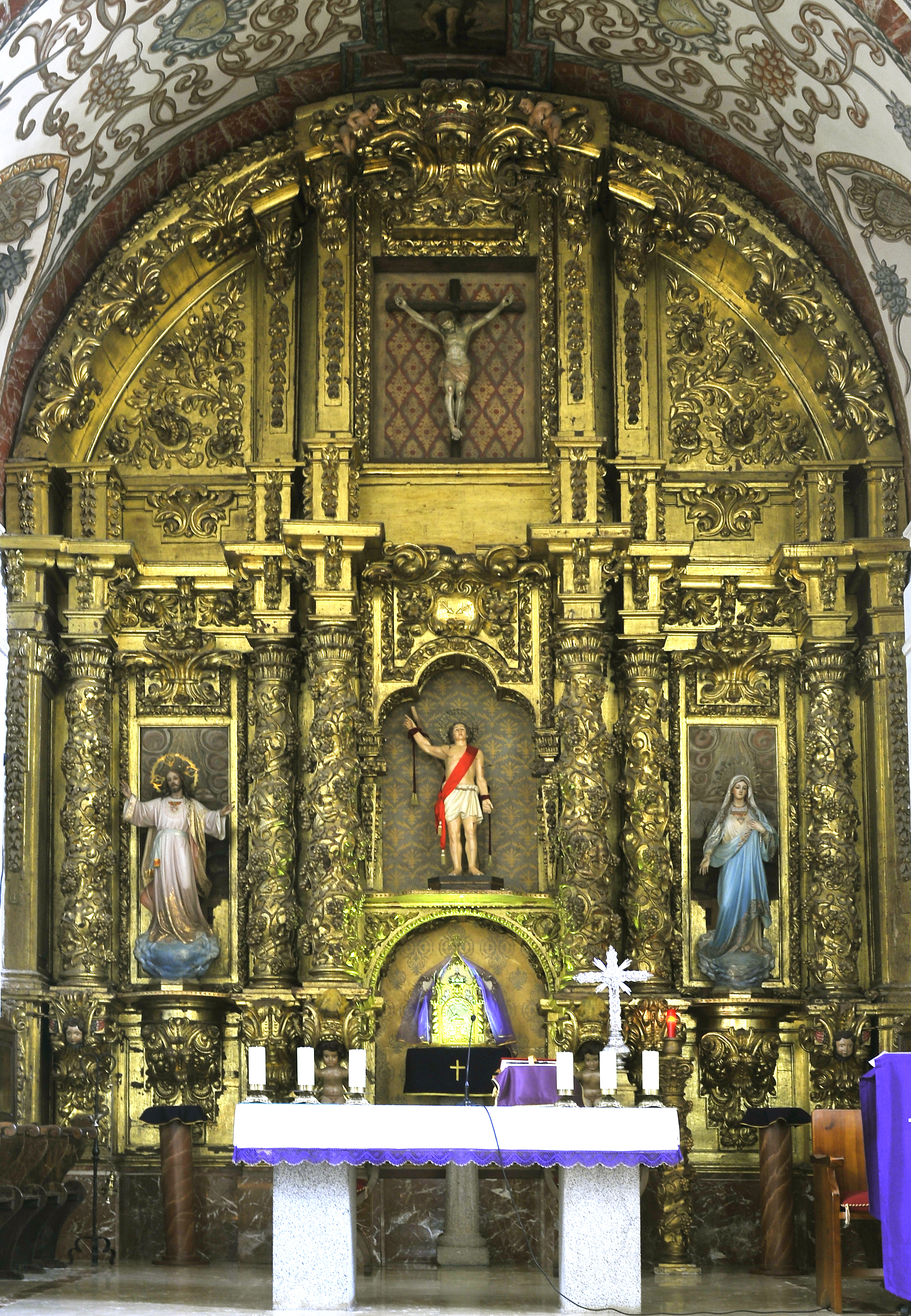
Retablo mayor en el interior de la iglesia.

Precede su entrada principal la plaza del Álamo y curiosamente ninguna de las dos puertas de acceso al templo se sitúan frente al altar mayor. De estilo mudéjar, cuenta con una superficie total de 422 m² y tiene forma de cruz latina, compuesta de dos brazos uno longitudinal más alargado y otro más corto transversal. 
La torre, reconstruida en varias ocasiones, es de ladrillo y está coronada por la imagen del Sagrado Corazón de Jesús. 

### Retablo mayor
El retablo del altar mayor fue tallado en madera en 1702 y dorado en 1718, es obra de la escuela de José de Churriguera (1665-1725), que destaca por su estilo barroco, recargado en ornamentos. Seis columnas salomónicas recubiertas por serpenteante decoración vegetal realzan la belleza y majestuosidad de la obra. 
Se encargaron otros dos retablos menores que se colocarían a ambos lados de la obra principal, pero si el mayor no se dora hasta 1718, los dos menores no lo harán hasta 1802. Estos retablos se destruyeron en la guerra civil española.